# Великая красота
«Великая красота» (итал. La grande bellezza) — эпическая киносатира на современное общество от режиссёра Паоло Соррентино, представляющая собой «портрет утопающего в декадентской неге современного Рима». В прессе именовалась своеобразным переосмыслением, вольным ремейком знаковой драмы Федерико Феллини «Сладкая жизнь».
Вошла в основную конкурсную программу 66-го Каннского кинофестиваля, была удостоена четырёх призов Европейской киноакадемии, в том числе за лучший фильм года. Отмечена «Оскаром», «Золотым глобусом» и BAFTA в категории «Лучший фильм на иностранном языке». Подавляющей частью иностранной кинопрессы «Великая красота» признана одним из лучших фильмов 2013 года.

## Сюжет
Главный герой фильма — Джеп Гамбарделла (Тони Сервилло) — блестящий писатель, автор нашумевшего бестселлера «Человеческий аппарат». Ему только что исполнилось 65 лет и он бурно празднует юбилей на крыше в центре Рима. После бессонной ночи он гуляет по набережной и борется с нахлынувшей ностальгией по былым временам в Неаполе, из которого он в молодости перебрался в столицу Италии.
Гамбарделла столь же циничен, сколь талантлив и состоятелен: он владеет богемной двухэтажной квартирой с видом на Колизей, по ночам переходит от одной вечеринки к другой. В дневное время суток он подрабатывает колумнистом в местном модном журнале, поддерживает контакт с представителями итальянской арт-элиты.
Однажды Джепа навещает немолодой бородатый мужчина, сообщающий ему, что первая и фактически единственная любовь Гамбарделлы ушла из жизни. Сорок лет назад она рассталась с Джепом, не сообщив причины. После её смерти мужчина, оказавшийся супругом женщины, прочитал в её дневнике, что всю жизнь она любила и ждала только Джепа. С этого момента Джеп начинает задумываться о прожитых безвозвратных годах, задавать себе сакральные вопросы: «А не растратил ли я эту самую жизнь впустую?».
Лейтмотивом картины выступает обработанное композитором Арво Пяртом стихотворение Роберта Бёрнса «В горах моё сердце» (англ. My heart's in the highlands), сопровождающее Гамбарделлу в самые тягостные моменты повествования.

## Место действия
Действия фильма разворачиваются в Риме, причем популярные туристические места подаются с неожиданных ракурсов или в необычное время. В этом отношении фильм вписывается в традицию, заданную «Римом» Федерико Феллини.
- Первая сцена фильма с теряющим сознание туристом разворачивается на холме Яникул возле фонтана Аква Паола (итал. Fontana dell'Acqua Paola), виды города сняты с пьяцца Гарибальди.
- Мать разыскивает потерявшуюся девочку возле церкви Сан-Пьетро-ин-Монторио на Яникуле, где стоит миниатюрная часовня-ротонда Браманте.
- После поздней вечеринки Гамбарделла отдыхает на Авентине и умывается в фонтане Маскеры на площади Базилики Св. Сабины, где наблюдает за монахинями и юными послушницами.
- Художница-акционистка осуществляет свой перформанс у стен акведука в парке между Аппиевой и Тускуланской дорогами.
- Джеп и Рамона смотрят в замочную скважину в двери церкви Мальтийского ордена Санта-Мария-дель-Приорато на Авентине.
- Герои в сопровождении таинственного Стефано ночью посещают музеи — Капитолийский, галерею Спада с ложной перспективой Борромини, филиал Национального музея в палаццо Альтемпс и виллу Медичи, делают селфи на фоне скульптурной группы Ниобид Джамболоньи.
- Оптическая иллюзия с жирафом разворачивается в термах Каракаллы.

## В ролях
- Тони Сервилло — писатель Джеп Гамбарделла
- Карло Вердоне — Романо
- Сабрина Ферилли — Рамона
- Карло Буччироссо — Лелло Кава
- Яя Форте — Трумо
- Памела Виллорези — Виола
- Галатея Ранци — Стефания
- Франко Грациози — граф Колонна
- Соня Гесснер — графиня Колонна
- Джорджио Пазотти — Стефано
- Фанни Ардан — в роли самой себя (камео)
- Антонелло Вендитти — в роли самого себя (камео)
- Лука Маринелли — Андреа

## Отзывы
Режиссёр, которого считают одним из лучших в Италии, но не великим, а всего лишь выдающимся — потому что время великих прошло. Об этом отчасти он и снимал «Великую красоту» — историю престарелого светского льва и журналиста, когда-то обещавшего стать большим писателем… Выдающийся, но очень грустный фильм.
Картина Соррентино вошла в основной конкурс 66-го Каннского кинофестиваля, где журналистами была принята крайне тепло. Елена Слатина, обозреватель российского издания журнала The Hollywood Reporter, особенно отмечала операторскую работу Луки Бигацци, «очень здорово снявшего знойный, величественный, но какой-то безжизненный Рим».
Киновед Андрей Плахов начинает свою рецензию с недовольства российским названием ленты, подобранным локализаторами: «Итальянский язык гораздо больше русского подходит для выражения возвышенных понятий, к тому же в данном случае „великая красота“ как бы берется в кавычки, так что недаром какой-то острослов предложил именовать картину „Красотища“». «Соррентино прыгнул выше самого себя — снял лучший свой фильм. Но мы знаем: просто рядом не было Феллини. … Кино высокого полета, хотя до итальянской классики полувековой давности ему все равно не дотянуть», — подытоживает Плахов.
Неоднозначные эмоции вызвала работа Соррентино у Валерия Кичина:
Автор фильма сколлекционировал в своей кинофреске многие мотивы итальянского кино, прозвучавшие за эти полвека: по фильму разбросаны аллюзии к Этторе Скола, Марио Моничелли, Марко Беллоккьо. … Паоло Соррентино предпринял отчаянную попытку продолжить тему, но выяснилось, что Феллини, как всякий гений, её исчерпал — дальше идут только повторения и подражания.
Антон Долин восторгается актёрской работой интеллектуала Тони Сервилло и сообщает о том, что «сюжета как такового в фильме нет вовсе, и это признак не слабости, а независимости». «В своем предыдущем англоязычном опусе „Должно быть, это здесь“ Соррентино попробовал, как это делают американцы, „рассказать историю“ (и это был самый неудачный его фильм), а здесь, вернувшись на родную почву, отдался атмосфере вальяжного и демонстративно бессодержательного декаданса», — продолжает Долин.
При подведении киноитогов 2013 года «Великая красота» была включена в подавляющее большинство списков лучших фильмов года, в том числе по версии журналов Sight & Sound (4-е место), Time (2-е место), Empire (9-е место из 50) и Total Film (30-е место из 50). В свой личный топ-12 картину внёс маститый испанский кинорежиссёр Педро Альмодовар, поместив её на второе место.

## Награды
| Награды и номинации                  | Награды и номинации                       | Награды и номинации                  | Награды и номинации | Награды и номинации |
| Награда                              | Категория                                 | Номинант                             | Результат           |                     |
| ------------------------------------ | ----------------------------------------- | ------------------------------------ | ------------------- | ------------------- |
| Круг кинокритиков Нью-Йорка          | «Лучший фильм на иностранном языке»       |                                      | Победа              |                     |
| Премия Европейской киноакадемии      | «Лучший европейский фильм»                |                                      | Победа              |                     |
| Премия Европейской киноакадемии      | «Лучшая режиссёрская работа»              | Паоло Соррентино                     | Победа              |                     |
| Премия Европейской киноакадемии      | «Лучшая мужская роль»                     | Тони Сервилло                        | Победа              |                     |
| Премия Европейской киноакадемии      | «Лучший сценарий»                         | Паоло Соррентино, Умберто Контарелло | Номинация           |                     |
| Премия Европейской киноакадемии      | «Лучший монтаж»                           | Кристиано Травальоли                 | Победа              |                     |
| 66-й Каннский кинофестиваль          | «Золотая пальмовая ветвь» за лучший фильм |                                      | Номинация           |                     |
| Премия британского независимого кино | «Лучший международный независимый фильм»  |                                      | Номинация           |                     |
| «Золотой глобус» (Италия)            | «Лучшая режиссёрская работа»              | Паоло Соррентино                     | Номинация           |                     |
| «Золотой глобус» (Италия)            | «Лучшая мужская роль»                     | Тони Сервилло                        | Номинация           |                     |
| «Золотой глобус» (Италия)            | «Лучшая музыка»                           | Леле Марчителли                      | Номинация           |                     |
| «Золотой глобус» (Италия)            | «Лучшая операторская работа»              | Лука Бигацци                         | Победа              |                     |
| «Серебряная лента»                   | «Лучший фильм»                            |                                      | Номинация           |                     |
| «Серебряная лента»                   | «Лучшая режиссёрская работа»              | Паоло Соррентино                     | Номинация           |                     |
| «Серебряная лента»                   | «Лучшая мужская роль»                     | Тони Сервилло                        | Победа              |                     |
| «Серебряная лента»                   | «Лучшая мужская роль второго плана»       | Карло Вердоне                        | Победа              |                     |
| «Серебряная лента»                   | «Лучшая женская роль второго плана»       | Сабрина Ферилли                      | Победа              |                     |
| «Серебряная лента»                   | «Лучший сценарий»                         | Паоло Соррентино, Умберто Контарелло | Номинация           |                     |
| «Серебряная лента»                   | «Лучшая музыка»                           | Леле Марчителли                      | Номинация           |                     |
| «Серебряная лента»                   | «Лучшая операторская работа»              | Лука Бигацци                         | Победа              |                     |
| «Серебряная лента»                   | «Лучший дизайн костюмов»                  | Даниэла Кьянчо                       | Номинация           |                     |
| «Серебряная лента»                   | «Лучший звук»                             | Эмануэль Чечере                      | Победа              |                     |
| «Спутник»                            | «Лучший международный фильм»              |                                      | Номинация           |                     |
| «Независимый дух»                    | «Лучший международный фильм»              |                                      | Номинация           |                     |
| «Золотой глобус»                     | «Лучший фильм на иностранном языке»       |                                      | Победа              |                     |
| «Выбор критиков»                     | «Лучший фильм на иностранном языке»       |                                      | Номинация           |                     |
| BAFTA                                | «Лучший фильм на иностранном языке»       |                                      | Победа              |                     |
| «Оскар»                              | «Лучший фильм на иностранном языке»       |                                      | Победа              |                     |
| «Бодиль»                             | «Лучший неамериканский фильм»             |                                      | Номинация           |                     |
| «Гойя»                               | «Лучший европейский фильм»                |                                      | Номинация           |                     |
| «Сезар»                              | «Лучший фильм на иностранном языке»       |                                      | Номинация           |                     |